# زيد بن الحسين
زيد بن الحسين بن علي شريف مكة (28 فبراير 1898 – 18 أكتوبر 1970) هو أحد أعضاء الأسرة الهاشمية، تقلّد مناصب وزارية عديدة في العراق والأردن، وأرفع منصب شغله هو ولي عهد المملكة السورية العربية عام 1920. وهو أصغر أبناء الشريف حسين بن علي.

## حياته
ولد الأمير زيد بن الحسين في إسطنبول بتاريخ 28 فبراير 1898، حينما كان والده الشريف الحسين بن علي مقيماً في عاصمة الدولة العثمانية. ثم جاء مع والده إلى الحجاز ونشأ كسائر أبناء الحسين نشأة عسكرية حربية، وساهم مع أشقائه في الثورة على الأتراك.
وكان في عداد الجيش العربي الذي دخل دمشق في نهاية الحرب العالمية الأولى، وأجلى عنها الأتراك.
تقلّد عدة مناصب في الدولة العراقية، وفي عام 1932م التحق بجامعة أكسفورد.
تولى الأمير زيد بن الحسين مناصب دبلوماسية عدة، فكان وزيراً مفوضاً في أنقرة لمدة عامان، ثم وزيراً مفوضاً في مصر ثم في برلين وتولى أمور العرش عدة مرات بالإنابة منذ عام 1925 وحتى عام 1950 وقد عُيّن سفيراً للعراق في لندن عام 1946 حتى عام 1958، وعقب انقلاب عبد الكريم قاسم غادر إلى إنجلترا ثم فرنسا، حيث توفي في أحد مستشفيات باريس عام 1970، ودُفن في المقابر الملكية في عمان.

## حياته الخاصة
في نوفمبر 1933 تزوج من الأميرة فخر النساء زيد في أثينا ، اليونان، ولهما ابن واحد هو الأمير رعد بن زيد ( ولد في 18 فبراير 1936)، متزوج من مارغريتا إنجا إليزابيث ليند (لاحقًا الأميرة ماجدة رعد).